# Уряд Непалу
Уряд Непалу — вищий орган виконавчої влади Непалу.

## Голова уряду
- Прем'єр-міністр — Пушпа Камал Дагал (англ. Pushpa Kamal Dahal).

## Кабінет міністрів
Склад чинного уряду подано станом на 12 вересня 2016 року.
| Логотип | Міністерство                                         | Міністр                                          | Фото | Час на посаді | Час на посаді | Партія | Партія | Вебсайт |
| ------- | ---------------------------------------------------- | ------------------------------------------------ | ---- | ------------- | ------------- | ------ | ------ | ------- |
|         | Міністерство внутрішніх справ                        | Шакті Баснет (Shakti Basnet)                     |      |               |               |        |        |         |
|         | Міністерство жінок, дітей і соціального забезпечення | Чандра Пракаш Майналі (Chandra Prakash Mainali)  |      |               |               |        |        |         |
|         | Міністерство загального управління                   | Кішвар Кумар Будхатокі (Keshav Kumar Budhathoki) |      |               |               |        |        |         |
|         | Міністерство земельної реформи і управління          | Бікрам Пандей (Bikram Pandey)                    |      |               |               |        |        |         |
|         | Міністерство закордонних справ                       | Пракаш Шаран Махат (Prakash Sharan Mahat)        |      |               |               |        |        |         |
|         | Міністерство інформації та технології зв'язку        | Шердхан Рай (Sherdhan Rai)                       |      |               |               |        |        |         |
|         | Міністерство інфраструктури та перевезень            | Біджай Гачхадар (Bijay Gachhadar)                |      |               |               |        |        |         |
|         | Міністерство іригації                                | Діпак Гірі (Deepak Giri)                         |      |               |               |        |        |         |
|         | Міністерство кооперативів і боротьби з бідністю      | Хрідаярам Тхані (Hridayaram Thani)               |      |               |               |        |        |         |
|         | Міністерство культури, туризму і цивільної авіації   | Джіван Бахадур Шахі (Jeevan Bahadur Shahi)       |      |               |               |        |        |         |
|         | Міністерство миру і перебудови                       | Сітадеві Ядав (Sitadevi Yadav)                   |      |               |               |        |        |         |
|         | Міністерство молоді та спорту                        | Нараян Мандал (Narayan Mandal)                   |      |               |               |        |        |         |
|         | Міністерство міського розвитку                       | Арджун Нарсінгх (Arjun Narsingh Kc)              |      |               |               |        |        |         |
|         | Міністерство науки, технологій та екології           | Бішвендра Пасван (Bishwendra Paswan)             |      |               |               |        |        |         |
|         | Міністерство оборони                                 | Балкрішна Ханд (Balkrishna Khand)                |      |               |               |        |        |         |
|         | Міністерство освіти                                  | Гірірадж Мані Похрел (Giriraj Mani Pokhrel)      |      |               |               |        |        |         |
|         | Міністерство охорони здоров'я                        | Гаган Кумар Тапа (Gagan Kumar Thapa)             |      |               |               |        |        |         |
|         | Міністерство охорони лісів і ґрунтів                 | Шанкер Бхандарі (Shanker Bhandari)               |      |               |               |        |        |         |
|         | Міністерство праці та зайнятості                     | Сур'яман Гурунг (Suryaman Gurung)                |      |               |               |        |        |         |
|         | Міністерство промисловості                           | Набіндра Радж Йоші (Nabindra Raj Joshi)          |      |               |               |        |        |         |
|         | Міністерство торгівлі й товарів                      | Ромі Гаучан Такалі (Romi Gauchan Thakali)        |      |               |               |        |        |         |
|         | Міністерство фінансів                                | Бішну Паудель (Bishnu Paudel)                    |      |               |               |        |        |         |
|         | Міністерство юстиції та зв'язків з парламентом       | Аджая Шанкар Наяк (Ajaya Shankar Nayak)          |      |               |               |        |        |         |

### Державні міністри
| Посада                                                | Особа                                     | Фото | Час на посаді | Час на посаді | Партія | Партія |
| ----------------------------------------------------- | ----------------------------------------- | ---- | ------------- | ------------- | ------ | ------ |
| Державний міністр Непалу                              | Дханамая Ханал (Dhanamaya B. K. Khanal)   |      |               |               |        |        |
| Державний міністр з аграрного розвитку                | Радхіка Таманг (Radhika Tamang)           |      |               |               |        |        |
| Державний міністр з енергетики                        | Сатья Нараян Бхагат (Satya Naryan Bhagat) |      |               |               |        |        |
| Державний міністр федерального і місцевого управління | Шрепрасад Джавегу (Shreprasad Jawegu)     |      |               |               |        |        |